# Павел Скоропадски
Павел Скоропадски (укр. Павло Скоропадський; 15. мај 1873, Висбаден —  26. април 1945, Метен) био је генерал руске императорске армије, а после Октобарске револуције 1917. постаје украјински војник и политичар. На крају постаје хетман Украјине од 29. априла 1918. до 14. децембра 1918, када се у Немачкој догодила револуција и власт у Украјини заузела Директоријум Симона Петљуре. 
Умро je на крају Другог светског рата због последица бомбардовања савезничке авијације.